# Bu Xiangzhi
Bu Xiangzhi (卜祥志; Qingdao, 10 dicembre 1985) è uno scacchista cinese, Grande maestro.
Nel 1999 divenne a 13 anni il 9º Grande maestro cinese e in aprile 2008 Bu e Ni Hua diventarono il 2º e 3º cinese a superare la soglia dei 2.700 punti Elo.
Ha giocato con la Cina nelle olimpiadi di Bled 2002, Calvià 2004, Torino 2006, Dresda 2008, Chanty-Mansijsk 2010 e Istanbul 2012. Giocando in prima scacchiera, vinse la medaglia d'argento di squadra alle olimpiadi di Torino 2006. Fu un risultato storico, anche perché la Cina era accreditata del 12º posto come media Elo.
Ha raggiunto il punteggio Elo più alto nella lista FIDE di febbraio 2019, con 2731 punti, 25º al mondo e 4º in Cina.

## Principali risultati
- 2003: vince il 10º open di Mondariz, con 7 ½ su 9;
- 2004: vince il Campionato cinese a Lanzhou, con 9 su 11;
- 2007: in luglio vince il Canadian open di Ottawa; in ottobre vince la coppa del mondo alla cieca di Bilbao, superando giocatori come Topalov, Carlsen, Harikrishna, Karjakin e Judit Polgár.
- 2014: in luglio vince la Politiken Cup.
- 2017: in settembre è riuscito a sconfiggere ed eliminare durante il terzo turno della Coppa del Mondo, il Campione del Mondo Magnus Carlsen, precedentemente aveva anche eliminato l'argentino Diego Flores e il francese Étienne Bacrot.[4]
- 2018: in ottobre vince con la Cina le Olimpiadi, ottenendo anche la Medaglia d'argento in 4^ scacchiera.[5]
- 2023: in luglio vince la sezione open del Torneo scacchistico internazionale di Bienne.
- 2024: in marzo vince il forte torneo Shenzhen Masters, con 4,5/7, superando per spareggio tecnico Yu Yangyi e Arjun Erigaisi.[6]